# Paoli (socken)
Paoli (kinesiska: 袍里乡, 袍里) är en socken i Kina. Den ligger i den autonoma regionen Guangxi, i den södra delen av landet, omkring 220 kilometer nordväst om regionhuvudstaden Nanning. Antalet invånare är 9271. Befolkningen består av 4 558 kvinnor och 4 713 män. Barn under 15 år utgör 26,0 %, vuxna 15-64 år 60 %, och äldre över 65 år 13,0 %.
Genomsnittlig årsnederbörd är 1 775 millimeter. Den regnigaste månaden är juni, med i genomsnitt 345 mm nederbörd, och den torraste är februari, med 29 mm nederbörd.